# Jason Rohrer

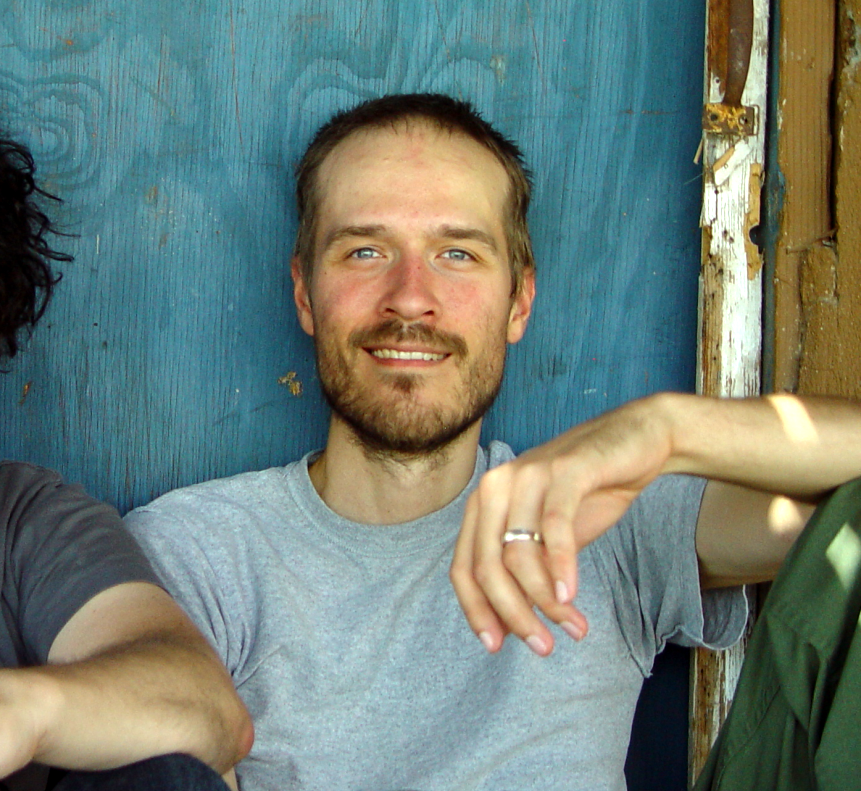
Jason Rohrer (2012)

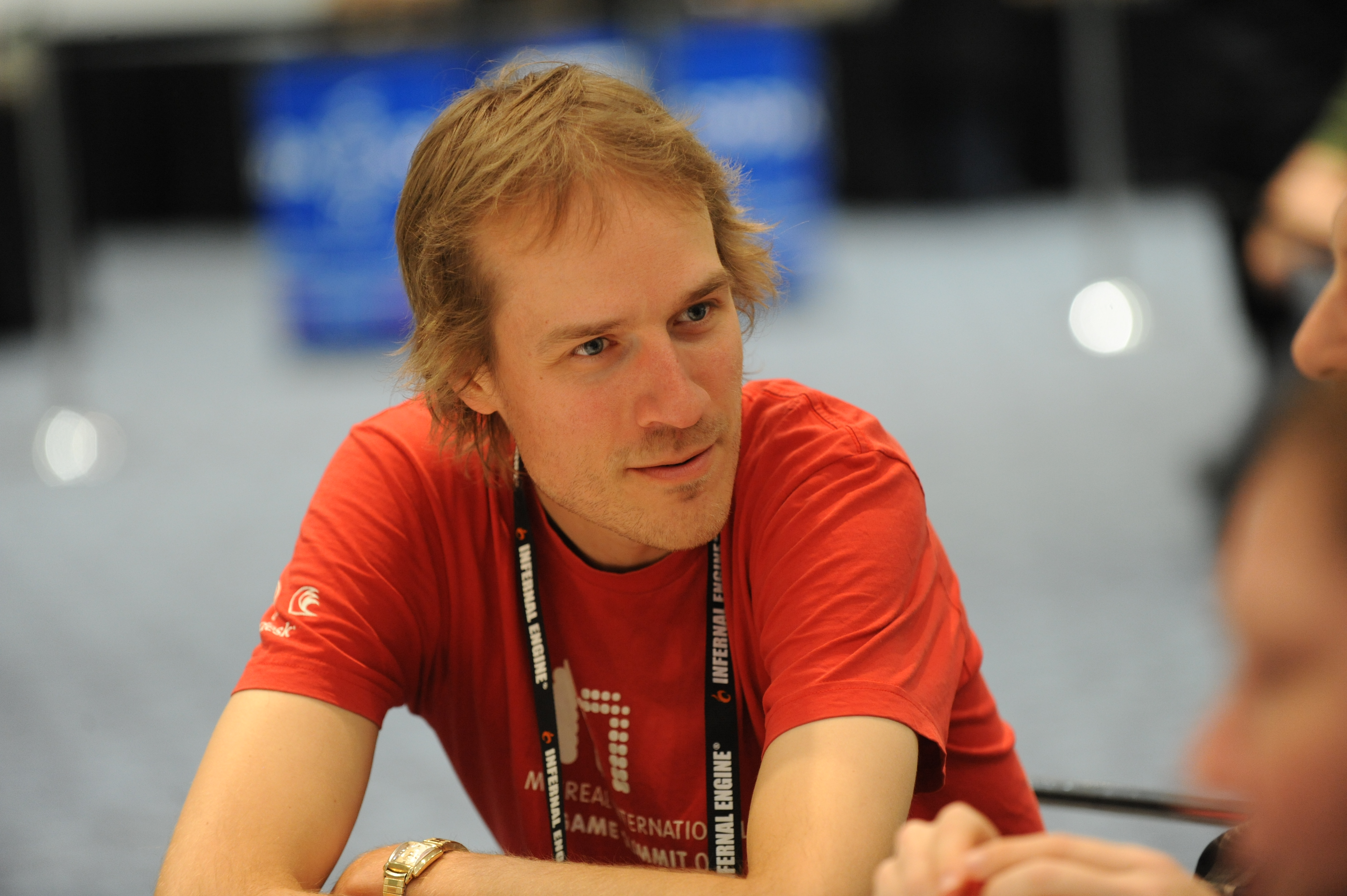
Jason Rohrer auf der Game Developers Conference 2011

Jason Rohrer (* 14. November 1977) ist ein freier Programmierer, Spieleentwickler, Autor und Künstler. Er ist unter anderem bekannt als Entwickler der anonymen Tauschbörse MUTE und dafür, dass er das Protokoll des Online-Musikladens Apple iTunes geknackt hat. Rohrer lebt derzeit (2011) in Las Cruces, New Mexico.

## Copyright
Jason Rohrer lehnt das Urheberrecht ab. In seinem Essay Free Distribution (englisch für freie Verbreitung) plädiert er für zwei alternative Vergütungsmechanismen: Zum einen für das Street Performer Protocol, bei dem der Autor ein Werk frei veröffentlicht, sobald ein von ihm vorher festgesetzter Geldbetrag von den Interessenten gemeinsam gezahlt wird. Zum anderen für ein System, bei dem der Autor fortlaufend von seinen Anhängern bezahlt wird.
Rohrer handelt selbst in diesem Sinne und versucht, nur von Spenden zu leben. Seine Arbeit dokumentiert er in einem Logbuch. Er veröffentlicht seine Programmier- und sonstigen Arbeiten unter freien Lizenzen (freie Software bzw. freie Inhalte) oder macht sie gemeinfrei (englisch public domain) verfügbar.

## Sonstige Projekte

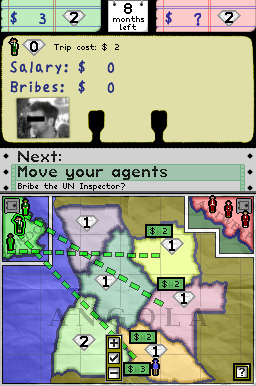
„Diamond Trust of London“, ein Crowdfunding-Nintendo-DS-Spiel von 2012

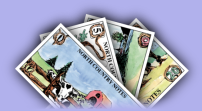
North Country Notes

North Country Notes (NCN) ist ein Regiogeld-Projekt in Potsdam, New York. Nachdem er ursprünglich nur ein wenig mitgeholfen hatte, übernahm Jason Rohrer im Oktober 2004 das gesamte Projekt von denjenigen, die es gestartet hatten.
Im Winter 2003 entwarf Jason Rohrer ein neues Papierwährungssystem, den Z-Dollar. Er veröffentlichte die Idee aber erst anderthalb Jahre später am 24. Mai 2005.
Rohrer entwickelte eine Reihe von freien Computerspielen wie beispielsweise Cultivation, eine Simulation einer Gemeinschaft von Gärtnern oder Passage, welches mehrfach Preisgekrönt und in Museen und Ausstellungen gezeigt wird.

## Familie und Privatleben
Jason Rohrer bewirbt das einfache Leben, das er mit seiner Familie führt, um die regionale Wirtschaft zu stärken und ihren ökologischen Fußabdruck zu senken.